# Lycosa subfusca
Lycosa subfusca là một loài nhện trong họ Lycosidae.
Loài này thuộc chi Lycosa. Lycosa subfusca được Frederick Octavius Pickard-Cambridge miêu tả năm 1902.